# Евер Ернандес
Евер Франсіско Ернандес (ісп. Ever Francisco Hernández, нар. 11 грудня 1958, Сантьяго-де-Марія) — сальвадорський футболіст, що грав на позиції нападника.
Виступав, зокрема, за ФАС та «Альянсу», а також національну збірну Сальвадору.

## Клубна кар'єра
У дорослому футболі дебютував 1975 року виступами за команду «Сантьягеньйо», в якій провів вісім сезонів і 1979 року виграв чемпіонат Сальвадору.
1983 року, після вильоту його рідної команди з вищого дивізіону, Евер перейшов у ФАС із Санта-Ани, з яким виграв ще одне чемпіонство 1984 року.
Завершив ігрову кар'єру у команді «Альянса», з якою здобув свій останній чемпіонський титул у 1987 році.

## Виступи за збірну
1979 року дебютував в офіційних матчах у складі національної збірної Сальвадору.
У складі збірної був учасником чемпіонату світу 1982 року в Іспанії. З 3-х матчів команди на турнірі Ернандес взяв участь в одному: у першій грі проти збірної Угорщини, яка закінчилася з рекордним для фінальних стадій чемпіонатів світу рахунком 10:1.
Загалом протягом кар'єри у національній команді провів у її формі 34 матчі, забивши 13 голів.

## Досягнення
- Чемпіон Сальвадору (3): 1979/80, 1984, 1986/87
- Срібний призер Чемпіонату націй КОНКАКАФ: 1981